# Silent Hill 4: The Room
Silent Hill 4: The Room (サイレントヒル4 ザ・ルーム?, Sairento Hiru 4: Za Rūmu) è un videogioco survival horror, sviluppato da Konami e uscito nel 2004 per diverse piattaforme. È il quarto capitolo della serie Silent Hill.

## Trama
Henry Townshend, un ragazzo di circa trent'anni con l'hobby della fotografia, si è da poco trasferito nell'appartamento 302, primo piano del complesso South Ashfield Heights, ad Ashfield, una ridente cittadina limitrofa a Silent Hill. Dopo un breve periodo di pacifico soggiorno, alcuni strani eventi cominciano ad accadere. Ogni notte, Henry è puntualmente svegliato dallo stesso, identico, incubo. Da quel momento, si ritrova intrappolato nel proprio appartamento: la porta, recante la scritta Don't go out!, Walter, (Non uscire !, Walter) è serrata da catene e lucchetti, le finestre sono chiuse ermeticamente, il telefono muto e nessuno sembra sentire le sue urla. Dopo cinque giorni di prigionia una voragine compare nel muro del bagno: Henry, armato soltanto di un tubo di ferro, attraversa il portale in cerca della libertà.
Walter Sullivan è morto dieci anni fa, ma omicidi in serie eseguiti con la stessa fredda perversione sono stati perpetrati negli ultimi mesi a South Ashfield e Silent Hill. Tutte le vittime sono segnate da un numero inciso nella carne. Henry, attraversata la porta dimensionale, si ritrova nella fermata della metropolitana davanti a casa, insieme a Cynthia, una avvenente ragazza convinta che quello che sta vivendo non è altro che un sogno e che presto si sveglierà. Cynthia ha improvvisamente un attacco di dissenteria e entra in bagno, poi scompare. Henry ritorna nell'appartamento e poi, ritornando nel mondo della metropolitana, trova nel bagno un manichino di Cynthia recante delle monete per la metropolitana. Henry cerca Cynthia, ma poi la ritrova morente con varie ferite e il numero 16121 inciso nel petto.
Henry si ritrova nuovamente nel suo appartamento, vede i vicini tentare di aprire la porta e scova un foro nel muro che gli permette di vedere la stanza della sua vicina, Eileen. Una ambulanza porta via un corpo dalla metropolitana. Henry capisce che se si muore nella realtà alternativa si muore anche nel mondo reale.
Nel suo secondo viaggio Henry è catapultato nei boschi di Silent Hill, dove trova Jasper Gein, un ragazzo con evidenti problemi che gli parla del culto legato alla Mother Stone, una pietra in grado di mettere in comunicazione i vivi e i morti. Il culto inoltre sfrutta i bambini dell'orfanotrofio per compiere i propri riti, a volte sacrificandoli, a volte utilizzandoli soltanto per le preghiere. Henry fa la conoscenza di un bambino nel vicino cimitero, ma il piccolo scappa senza rispondere alle sue domande. Ritornato all'orfanotrofio Henry trova Jasper in fiamme con il numero 17121 inciso sul corpo.
Il terzo viaggio di Henry è nella prigione acquatica sul lago Toluca, dove il Culto tiene segregati gli orfani. Qui incontra Andrew DeSalvo che gli racconta di Walter Sullivan, un bambino abbandonato dai genitori nell'appartamento di Henry anni fa ed utilizzato dal culto per la resurrezione della Santa Madre. Anche DeSalvo è una vittima del rito, muore infatti annegato nella prigione acquatica con il numero 18121 inciso sul corpo.
Nel quarto viaggio Henry si ritrova nel centro di South Ashfield nei pressi degli appartamenti in cui vive. Qui incontra Richard Braintree, un suo vicino di casa. Lui gli racconta che anche Joseph, il vecchio inquilino dell'appartamento di Henry, ha avuto la loro stessa sorte, di essere cioè intrappolato nel loro stesso incubo. Alla fine anche Richard fa la fine degli altri, morendo su una sedia elettrica nel suo appartamento con il numero 19121 inciso sulla fronte.
Nel suo quinto viaggio Henry si ritrova negli appartamenti in cui vive, ma non riesce ad entrare nel suo appartamento poiché è chiuso dall'interno. Mentre esplora, Henry incontra Walter Sullivan e subito dopo scopre che anche Eileen fa parte delle vittime del rito. La ritrova nel suo appartamento gravemente ferita e con il numero 20121. Tuttavia ella è ancora in vita, nonostante sul suo corpo appaiano i numeri sacrificali. In quel preciso momento era presente il misterioso bambino, che non è altri che Sullivan da bambino, una delle due incarnazioni del fantasma di Sullivan. Eileen ringrazia il bambino, facendo intendere che lui fermò dai suoi propositi il suo alter ego da adulto dal portare a termine il rito omicida.
Ritornando nel suo appartamento, Henry scopre che il buco nel bagno è stato otturato, tuttavia riesce, grazie a delle placche trovate nei suoi viaggi e un disegno demoniaco trovato sotto la porta d'ingresso, a creare un altro buco nello sgabuzzino (prima di ciò vi era sul muro un disegno che pareva mostrare un volto demoniaco).
Nel suo sesto ed ultimo viaggio Henry si ritrova nell'ospedale San Jerome, dove trova in una delle stanze Eileen con un braccio fasciato e una benda all'occhio. Decide di portarla con sé. Muovendo l'ascensore, scopre un passaggio segreto che porta ad una scala a spirale in discesa (che rappresenta il subconscio di Walter Sullivan). Così si ritrova a dover riattraversare i primi quattro mondi visitati, ognuno dei quali ha un'altra scala a spirale alla fine.
Nel frattempo, tornando negli appartamenti (nei quali può andare solo Henry) cominciano a verificarsi fenomeni paranormali, come finestre che si muovono, fantasmi sull'uscio di casa, o delle strane macchie che si allargano a dismisura. Tocca al giocatore decidere se "disinfestare" l'appartamento con candele e medaglioni sacri oppure non fare nulla.
Dopo il mondo del palazzo, alla fine dell'ultima scala ritrova il suo appartamento disseminato di candele sacre probabilmente per tenere lontano le presenze maligne. Esplorando trova il fantasma di Joseph Scraiber, il precedente inquilino della 302, che gli racconta di Walter Sullivan. Così, unendo alle pagine del diario di Joseph che Harry ritrovava nel suo appartamento, si riesce finalmente a ricostruire quasi tutta la storia di Walter Sullivan. A differenza delle altre vittime uccise e diventate anime nere e disperate, Joseph è riuscito a rimanere se stesso. Forse per essere rimasto in un luogo sacro.
Walter Sullivan era nato nella 302 e i genitori lo avevano abbandonato poco dopo la sua nascita. Era stato ritrovato dal custode degli appartamenti, Frank Sunderland, e prima affidato all'ospedale San Jerome e poi portato alla Wish House, dove era stato istruito al culto. Walter ogni settimana andava a vedere l'appartamento (che crede essere di sua madre) ma è occupato e dopo un po' gli inquilini cominciano a stancarsi di vederlo sempre in giro.
Walter avrebbe voluto resuscitare la madre, usando un testo nel culto che lo aveva particolarmente ispirato: "La Discesa della Santa Madre- i 21 sacramenti" che consisteva nell'uccidere 21 persone per poter richiamare la Santa Madre. Così cresciuto si trasferisce e comincia con i suoi primi 10 omicidi, tutti con lo stesso modus operandi, ovvero asportandogli il cuore ed incidendo un numero nella carne. Viene arrestato, e si suicida in carcere piantandosi un cucchiaio nella carotide. Tutto sembra finito, ma quattro anni dopo gli omicidi ricominciano, partendo però dal numero 12121 (l'uno in mezzo è in realtà una barra, così 12121 sta a significare 12/21) e, nel corso degli anni, si compiono gli omicidi fino ad arrivare ad Henry. Nonostante Walter fosse morto fisicamente, era diventato uno spirito, continuando gli omicidi affinché il rituale si potesse compiere. Morendo fisicamente, Walter aveva generato infine i mondi distorti e contorti in cui è finito Henry e le altre persone che sono state infine uccise per il rituale dei 21 sacramenti. Ciò però lo aveva scisso in due parti, materializzando così il suo io bambino che girava per i mondi distorti e che Henry aveva a volte incontrato. Il Walter Bambino si dimostra l'innocenza di Walter, grazie a lui infatti, ha impedito alla sua controparte adulta di uccidere Eileen portandola in salvo. Joseph rivela che Henry e Eileen sono le ultime vittime che chiuderanno i 21 sacramenti facendo risorgere la santa madre, che non è altri che un demone infernale, venerato da Walter come un distorto angelo. Eileen è la ventesima vittima: La Madre Rinata. Henry è la ventunesima: Colui che Riceve Saggezza. Tuttavia il 21° ha il potere di interrompere il rituale e fermare Walter. Joseph implora Henry di ucciderlo prima che sia tardi, affermando che c'è ancora tempo, in caso contrario, Walter non si sarebbe fermato finché non li avesse uccisi. Suggerisce a Henry di trovare il cuore segreto di Walter nascosto da qualche parte lì nel condominio. Eileen comprende che solo così, il Walter Bambino potrà finalmente essere liberato dal male del suo alterego adulto, e di poter finalmente riposare in pace.
Finito il discorso di Joseph, Henry ritrova un piccone piantato in un muro della casa e, ritornando nell'appartamento e usando il piccone dove lo aveva trovato, scopre una stanza segreta nella quale trova Walter Sullivan crocifisso con il numero 11121 inciso sui piedi, riuscendo a ricostruire gli ultimi pezzi del puzzle: lo spirito di Walter era riuscito a portare il corpo nell'appartamento finendo il rito dell'omicidio numero 11 e creando i mondi distorti attraversati da Henry. Nel suo cappotto Henry trova le chiavi con cui aprire le catene della porta del suo appartamento, ritrovandosi però nell'ultimo mondo. Ritrovata Eileen, Henry arriva fino all'appartamento del custode nel quale trova un cordone ombelicale che si rivela quello di Walter quando venne ritrovato dal custode. Poco dopo Eileen si allontana preoccupata per il Walter Sullivan bambino, poiché capisce che è perso e solo, ma in questo modo comincia l'ultimo rito. Henry si precipita nel suo appartamento: nella stanza del crocifisso però non trova più il corpo di Walter Sullivan. Al suo posto vi è una grossa chiazza rossa sul pavimento che si rivela un altro buco dimensionale che porta Henry in una sala dove affronta Walter Sullivan nello scontro finale. 
Al centro della sala vi è una vasca circolare piena di sangue con al centro una sfera di ferro munita di cerchi acuminati in continuo movimento come un mostruoso tritacarne. Intorno alla sala vi sono 21 statue raffiguranti una donna con una lancia che la trafigge.
Henry ritrova Eileen sopra una passerella di legno, ma che si trova in uno stato di trance intenta a camminare lentamente verso la sfera acuminata da cui rischia di essere dilaniata. Un mostruoso essere appeso a dei ganci di ferro si contorce furiosamente, rivelandosi il mostro che Walter vuole far risorgere. Benché Henry cerchi di attaccare Walter, questi si rivela invulnerabile. Raccogliendo le lance Henry le conficca nel mostro e ciò causa dolore anche a Walter che si dimena dal dolore trovando infine il modo di ucciderlo prima che Eileen finisca uccisa.
La vicenda presenta quattro esiti differenti:
Fuga - Eileen ed Henry si salvano e, dopo un breve ricovero di Eileen all'ospedale, decidono di lasciare insieme gli appartamenti di South Ashfield, cercando un posto possibilmente lontano, per dimenticare l'incubo.
Madre - Eileen ed Henry si salvano e, dopo un breve ricovero di Eileen all'ospedale, questa deciderà di tornare a casa. La casa di Henry, però, è totalmente infestata.
Morte di Eileen - Henry riuscirà a scappare dall'arena dell'ultimo scontro, che inizia a tremare violentemente, risvegliandosi poi nella sua stanza. La radio darà la notizia che, tra i vari corpi rinvenuti dalla polizia, è presente anche quello di Eileen.
21 Sacramenti - Il rito dei 21 Sacramenti è stato compiuto, Eileen è morta, e così anche Henry, poco tempo dopo, nella sua stanza, completamente infestata. Lo spirito di Walter Sullivan è ora libero di soggiornare nuovamente nella stanza 302.

## Personaggi
Henry Townshend

Cynthia Velasquez in una scena del gioco

Protagonista della vicenda, si ritrova confinato nella sua abitazione qualche tempo dopo il suo trasferimento ad Ashfield (una cittadina a circa un'ora di viaggio da Silent Hill). Seppure in apparenza sembri una vittima casuale della dimensione parallela, Henry è la vittima sacrificale più importante, che conferisce la Saggezza.
Eileen Galvin
Vicina di casa di Henry, e penultima vittima prescelta da Walter Sullivan, che ha conosciuto quando era bambina. Accompagnerà Henry in buona parte della sua avventura.
Frank Sunderland
Proprietario e manutentore degli appartamenti dove soggiornano Henry Townshend ed Eileen Galvin. È il padre di James Sunderland, il protagonista di Silent Hill 2.
Cynthia Velasquez
Una prostituta che Henry incontra nella metropolitana, che come lui è rimasta bloccata nel luogo. Walter la sceglie come sedicesima vittima del suo rituale.
Jasper Gein
Un ragazzo mentalmente instabile cresciuto nella Villa Speranza, la casa famiglia finanziata dal culto dell'Ordine, ai margini della città di Silent Hill. Diciassettesima vittima di Walter, egli si immola dandosi fuoco.
Walter Sullivan - Un serial killer appartenente al culto dell'Ordine, che miete vittime per ultimare un rituale esoterico. Egli nasce nell'appartamento 302 di South Ashfield Heights (quella in cui soggiorna Henry), e viene abbandonato poco dopo essere stato partorito. Il proprietario dell'appartamento, Frank Sunderland, lo dà in affidamento all'orfanotrofio Villa Speranza. Lì intraprende la sua iniziazione al Culto, e dà inizio al "Rito dei 21 Sacramenti" per il risveglio della Sacra Madre. È egli stesso una vittima del rito, la numero 11, cosa che indusse la polizia che indagava sul caso a ritenere che gli omicidi successivi fossero eseguiti da un mitomane.
Andrew De Salvo
Uno dei custodi della Villa Speranza, era al corrente delle pratiche religiose estremiste perpetrate dai gestori della struttura, e sembra abusasse anch'egli degli orfani.
Richard Braintree
Inquilino del palazzo di Henry. Vittima numero 19, che muore per elettrocuzione nel suo appartamento, il 207.
Walter
Un bambino che si aggira per gli appartamenti di South Ashfield, e che dice di essere alla ricerca della madre. È la proiezione di Walter Sullivan da piccolo.
Joseph Schreiber
È il precedente proprietario che stava nell'appartamento 302 prima dell'arrivo di Henry. Si scoprirà essere lui, il primo personaggio misterioso che si comanda all'inizio del gioco. 
Joseph è un giornalista che stava conducendo indagini sull'Ordine e sugli strani casi dell'orfanotrofio Wish House, avendo scoperto che essi erano collegati. Come Henry, anche Joseph si ritrovò bloccato nell'appartamento. Cercò vari modi di uscire o chiedere aiuto ma tutto fu inutile. Fu lui scavare il muro a fianco a Eileen per chiedere aiuto, ma si accorse subito che era diventato impenetrabile dopo il primo solco. Trovando il buco nel muro, anche lui visitò i mondi di storti di Walter. Avendo studiato vari testi di magia e di occulto, riuscì a trovare il modo per respingere i fantasmi e le presenze maligne. Infatti, Henry trova nei vari mondi, i suoi appunti che Joseph ha lasciato, volutamente per aiutare chi lo avrebbe preceduto. Andato molto, affondo nell’Otherworld, per paura, decise di tornare indietro. Temendo che Walter lo avrebbe ucciso, per il suo rituale. Ciò che alla fine accade. Joseph diviene così la quindicesima vittima del rituale (la prima dopo che Walter divenne uno spettro). A differenza degli altri fantasmi, Walter riesce a rimanere se stesso, restando nell'appartamento 302 del passato che è situato alla fine dell’Otherworld, disseminato di candele sante, tenendo lontani gli spiriti maligni. Henry ed Eileen riescono infine a incontrarlo, il quale lì avverte che l'unico modo per fermare il rituale oscuro è di uccidere Walter Sullivan.

## Accoglienza
La rivista Play Generation diede alla versione per PlayStation 2 un punteggio di 82/100, trovando che tra felici intuizioni e brutte cadute di stile, Silent Hill 4 si distaccava con forza dai primi tre capitoli, affascinando, ma senza toccare vette di eccellenza.